# مرزوق الداود البدر
مرزوق الداود البدر، ولد في اواخر القرن التاسع عشر ، وتوفي في 10 سبتمبر 1954 ، سياسي كويتي.

## عن حياته
ولد مرزوق الداود البدر في حي القبلة من مدينة الكويت ، كان عضوا في مجلس الشورى الكويتي في عام 1921. ، كما انتخب عضوا في بلدية الكويت في عام 1932.